# Protàgoras (diàleg)
El Diàleg de Protàgoras, el Protàgoras o Els sofistes són els títols de l'obra escrita pel filòsof Plató en el seu primer període com a escriptor; té com a protagonistes principals Sòcrates, Protàgoras i Pròdic; i, com a secundaris, Hipòcrates, Alcibíades, Càl·lies, Críties, Hípies, i un cert amic innominat de Sòcrates. Exceptat aquest amic desconegut de Sòcrates, tots els protagonistes del relat són personatges històrics documentats. El diàleg, aparentment, ens presenta una visió de Sòcrates semblant a la seva realitat històrica (encara lluny dels "elevats" diàlegs platònics posteriors), i ens ofereix un retrat del pensament sofista que sempre ha suscitat certes sospites entre els futurs comentaristes d'aquest pensament. La intenció del relat és clarament antisofista, i hom pot suposar que és, d'alguna guisa, una apologia de la manera de ser de Sòcrates, que, naturalment, sempre fou un rival del relativisme i de la sofística.

## Resum del diàleg
El relat podria dividir-se resumidament en els punts següents:
- Sòcrates informa un cert amic seu innominat sobre l'arribada de Protàgoras a la ciutat; i explica (a continuació del relat) aquesta reunió (que aleshores ja estava finalitzada).
- El "tàvec d'Atenes" arriba a casa de Càl·lies, on estan Protàgoras, Pròdic, Hipies i altres sofistes i alguns joves admiradors de la sofística.
- Davant les preguntes de Sòcrates, Protàgoras es presenta a si mateix com un mestre de cultura, i com algú que vol millorar moralment el poble.
- El "pare de la sofística" Protàgoras, intenta, davant un mite i un discurs, demostrar que la virtut es pot ensenyar (és a dir, que ve a posteriori); que la virtut és imprescindible per a la societat; i que els tribunals de justícia actuen moguts per la difusió de la virtut quan actuen (contra el criminal i contra tots aquells que observin aquest crim); també es mencionen en aquest discurs aspectes de la virtut.
- Discussió de Sòcrates i Protàgoras entre quines són les parts de la virtut. Segons Sòcrates, la virtut és una sola, i "el seny, la saviesa, la valentia i altres parts de la virtut" es donen alhora, i no poden donar-se per separat. Aquesta lliçó de Sòcrates pot ser interpretada com la clàssica (i molt discutible) teoria, tan pròpia del socratisme original, segons la qual, qui coneix la virtut, la segueix immediatament, i que la falta de virtut no és altra cosa que la ignorància (intel·lectualisme moral).
- Protàgoras replica a Sòcrates que la virtut és pluriforme i que cada persona pot "preferir diferents coses". Posa com a exemple gràfic de la seva teoria relativista el fet que "una persona no menjaria palla, mentre que un cavall sí".
- Sòcrates intenta que Protàgoras faci les respostes "al més curt possibles". Protàgoras s'hi nega en rodó, argumentant que prefereix les frases llargues. Hi ha un moment de tensió. Sòcrates amenaça de marxar del debat. Dissuadit pels altres membres del debat, Sòcrates es queda, demanant a Protàgoras que lideri el debat a partir d'ara; aquest, de mala gana, accedeix.
- Sempre amb la virtut com a tema, Protàgoras comença un debat sobre poesia. Sòcrates té aviat una polèmica sobre la sinonímia entre "ser" i "esdevenir" en un poema de Simònides. Pròdic intervé.
- Sòcrates, instat per les circumstàncies, explica, en un resum una mica llarg, la seva opinió sobre aquest poema. Una de les tesis de Simònides expressades en el poema diu que: "Cap humà és tan fort que no pugui ser abatut sobre el mal; però els qui sàpiguen ser resistents davant les empentes de la maldat, malgrat que no guanyin sempre, a aquesta gent, malgrat que siguin senzills i comuns, sempre els faré l'elogi".
- S'acaba el resum sobre poesia de Sòcrates. Es torna al debat sobre les aparents subdivisions de la virtut. En aquest punt, Sòcrates diu aviat que "no és possible ser vençut pel plaer" per fer el mal, perquè, segons Sòcrates, "ningú faria una cosa malament amb plena consciència de si mateix". El Sòcrates del Protàgoras contraposa "l'art de mesurar" amb "el sentit de les aparences". I, naturalment, només "una incomprensió del bé" fa entendre, d'acord amb aquestes hipòtesis, que l'humà esculli el mal en algunes ocasions. (A partir d'aquest punt del relat, ja fa estona que els interlocutors només responen amb exclamacions afirmatives, no sempre de gaire bona gana, a les preguntes de "Sòcrates l'imparable".)
- Protàgoras, amb una lloança cap a Sòcrates, s'acomiada d'ell i, argumentant que té altres feines, finalitza el debat. Sòcrates s'acomiada de tothom i marxa cap a casa, on s'ha de trobar amb un amic desconegut.

Aquest debat, a favor del dogmatisme i en oposició al relativisme, ja obre pas a algunes idees futures de Plató. No obstant això, també és útil per a conèixer (tot i que d'una manera una mica polèmica), mitjançant el debat, diverses idees sofistes, sobretot de Protàgoras i Pròdic.